# Dioncophyllaceae
Dioncophyllaceae je čeleď vyšších dvouděložných rostlin z řádu hvozdíkotvaré (Caryophyllales). Má jen tři zástupce, vyskytující se v rovníkové Africe. Jeden druh náleží mezi masožravé rostliny.

## Popis
Dioncophyllaceae jsou liány s měkkým dřevem, přichytávající se opory pomocí zahnutých háků na koncích listů. Listy jsou jednoduché, střídavé, se zpeřenou žilnatinou a bez palistů. Čepel listů je celokrajná nebo na okraji vroubkovaná. Triphyophyllum peltatum vytváří mimo klasických listů ještě úzké čárkovité listy pokryté lepkavými žláznatými chlupy – tentakulemi.
Květy jsou středně velké, pravidelné, pětičetné, ve vrcholících. Kalich je volný nebo jen na bázi krátce srostlý, korunní lístky jsou volné, zkroucené. Tyčinek je většinou 10. Semeník je svrchní, srostlý ze 2 nebo 5 plodolistů, s jedinou komůrkou s mnoha vajíčky a s volnými čnělkami. Plodem je tobolka. Semena jsou poměrně velká, křídlatá.

## Rozšíření
Čeleď zahrnuje 3 monotypické rody. Všechny 3 druhy se vyskytují v relativně nevelkých areálech v západní rovníkové Africe.

## Taxonomie
V minulosti byla čeleď Dioncophyllaceae řazena do řádu Theales (Dahlgren) nebo Violales (Cronquist), případně do samostatného řádu Dioncophyllales v rámci nadřádu Theanae (Tachtadžjan).
Podle kladogramů APG je nejblíže příbuznou skupinou čeleď Ancistrocladaceae. Obě tyto čeledi tvoří spolu s masožravými čeleděmi rosnatkovité, láčkovkovité a rosnolistovité monofyletickou větev řádu hvozdíkotvaré.

## Ekologické interakce
Triphyophyllum peltatum je hmyzožravá rostlina, lapající kořist podobně jako rosnatky pomocí specializovaných žláznatých chlupů na listech.

## Přehled rodů
Dioncophyllum, Habropetalum, Triphyophyllum